# Nico Dewalque
Nicolas Nico Dewalque, né le 20 septembre 1945 à Zichen-Zussen-Bolder dans l'entité de Riemst, est un footballeur international belge actif durant les années 1960 et 1970. Il occupait le poste de défenseur central et a joué pour les deux plus grands clubs liégeois, le Standard de Liège et le RFC Liège. Il compte 33 capes internationales et a participé à la Coupe du monde 1970.

## Carrière
Nicolas Dewalque joue son premier match officiel avec l'équipe du FC Zichen, le club de sa ville natale, alors qu'il n'a que 15 ans en utilisant la carte d'identité de son cousin. Il est transféré au Standard de Liège en 1963, à l'âge de 18 ans. Il occupe alors le poste d'avant-centre et dispute son premier match en déplacement à Berchem, au cours duquel il inscrit deux buts. Il recule ensuite en défense et forme avec Léon Jeck la paire défensive du club et plus tard de l'équipe nationale belge. Il remporte son premier trophée avec le club de Sclessin en 1966, la Coupe de Belgique. Il inscrit le seul but de la finale face au Sporting Anderlecht après 32 minutes de jeu. L'année suivante, il remporte une nouvelle Coupe de Belgique avec le Standard. Ses bonnes prestations attirent sur lui de grands clubs européens, comme le Milan AC, avec lequel il signe un précontrat en 1967, le Real Madrid ou encore Barcelone mais le président du Standard, Roger Petit, ne le laisse pas partir.
En championnat, le club termine dans le top-4 chaque saison jusqu'en 1969, quand il remporte le titre de champion de Belgique, le quatrième pour le club et le premier pour Nico Dewalque. Il en remporte deux autres les deux saisons suivantes, réalisant ainsi un triplé unique dans l'histoire du club. Il dispute ainsi trois fois la Coupe d'Europe des clubs champions, atteignent à deux reprises les quarts de finale. Entretemps, il participe à la Coupe du monde 1970 avec les « Diables Rouges », qui sont toutefois éliminés dès le premier tour.
Nicolas Dewalque dispute deux nouvelles finales de Coupe de Belgique en 1972 et 1973 mais le club s'incline chaque fois contre le rival anderlechtois. Il joue au club jusqu'en 1976. Il fait alors ses adieux au Standard après avoir disputé 376 rencontres officielles et inscrit 24 buts. Il s'en va au RFC Liège, où il met un terme à sa carrière en 1979.

### Reconversion et démêlés judiciaires
Après sa carrière sportive, Nicolas Dewalque est brièvement entraîneur pendant la saison 1997-1998 à l'ACHE. Le club est relégué en fin de saison et dépose ensuite le bilan. En 2004, il est appelé par le président Michel Évrard pour l'aider à relancer le RFC Liège et est nommé manager général du club.
L'ancien joueur lance plusieurs entreprises dans différents secteurs d'activité : la construction, le catering, l'horeca, le nettoyage, etc. En 2006, il se met en faillite pour la deuxième fois. Il est condamné en septembre de la même année pour faillite frauduleuse. En mars 2012, il est reconnu coupable en appel de faux et usage de faux dans le cadre de la faillite de sa société de construction, après avoir été acquitté en première instance en février 2011.

## Palmarès
- 33 fois international belge.
- 3 fois Champion de Belgique en 1969, 1970 et 1971 avec le Standard de Liège.
- 2 fois vainqueur de la Coupe de Belgique en 1966 et 1967.
- Vainqueur de la Coupe de la Ligue Pro 1975 avec le Standard de Liège

## Statistiques
| Saison                | Club                  | Championnat           | Championnat | Championnat | Coupe(s) nationale(s) | Coupe(s) nationale(s) | Compétition(s) continentale(s) | Compétition(s) continentale(s) | Compétition(s) continentale(s) | Sélection        | Sélection | Sélection | Total | Total |
| Saison                | Club                  | Division              | M.          | B.          | M.                    | B.                    | Comp.                          | M.                             | B.                             | Équipe           | M.        | B.        | M.    | B.    |
| 1963-1964             | Standard de Liège     | Division 1            | 7           | 2           | -                     | -                     | C1                             | -                              | -                              | Belgique -19 ans | 5         | 0         | 12    | 2     |
| 1964-1965             | Standard de Liège     | Division 1            | 3           | 1           | -                     | -                     | -                              | 0                              | 0                              | -                | 0         | 0         | 3     | 1     |
| 1965-1966             | Standard de Liège     | Division 1            | 18          | 6           | -                     | -                     | C2                             | -                              | -                              | -                | 0         | 0         | 18    | 6     |
| 1966-1967             | Standard de Liège     | Division 1            | 24          | 1           | -                     | -                     | C2                             | -                              | -                              | -                | 0         | 0         | 24    | 1     |
| 1967-1968             | Standard de Liège     | Division 1            | 25          | 1           | -                     | -                     | C2                             | 3                              | 0                              | Belgique         | 5         | 0         | 33    | 1     |
| 1968-1969             | Standard de Liège     | Division 1            | 28          | 0           | -                     | -                     | C3                             | -                              | -                              | Belgique         | 5         | 0         | 33    | 0     |
| 1969-1970             | Standard de Liège     | Division 1            | 28          | 1           | -                     | -                     | C1                             | 6                              | 0                              | Belgique         | 5         | 0         | 39    | 1     |
| 1970-1971             | Standard de Liège     | Division 1            | 28          | 0           | -                     | -                     | C1                             | 4                              | 0                              | Belgique         | 4         | 0         | 36    | 0     |
| 1971-1972             | Standard de Liège     | Division 1            | 23          | 0           | -                     | -                     | C1                             | 5                              | 0                              | Belgique         | 3         | 0         | 31    | 0     |
| 1972-1973             | Standard de Liège     | Division 1            | 27          | 3           | -                     | -                     | C2                             | -                              | -                              | Belgique         | 2         | 0         | 29    | 3     |
| 1973-1974             | Standard de Liège     | Division 1            | 30          | 0           | -                     | -                     | C3                             | -                              | -                              | Belgique         | 5         | 0         | 35    | 0     |
| 1974-1975             | Standard de Liège     | Division 1            | 30          | 0           | -                     | -                     | -                              | 0                              | 0                              | Belgique         | 2         | 0         | 32    | 0     |
| 1975-1976             | Standard de Liège     | Division 1            | 25          | 0           | -                     | -                     | -                              | 0                              | 0                              | Belgique         | 2         | 0         | 27    | 0     |
| Sous-total            | Sous-total            | Sous-total            | 296         | 15          | 62                    | 9                     | -                              | 18                             | 0                              | -                | 38        | 0         | 414   | 24    |
| 1976-1977             | RFC Liège             | Division 1            | -           | -           | -                     | -                     | -                              | 0                              | 0                              | -                | 0         | 0         | 0     | 0     |
| 1977-1978             | RFC Liège             | Division 1            | -           | -           | -                     | -                     | -                              | 0                              | 0                              | -                | 0         | 0         | 0     | 0     |
| 1978-1979             | RFC Liège             | Division 1            | -           | -           | -                     | -                     | -                              | 0                              | 0                              | -                | 0         | 0         | 0     | 0     |
| Sous-total            | Sous-total            | Sous-total            | 0           | 0           | 0                     | 0                     | -                              | 0                              | 0                              | -                | 0         | 0         | 0     | 0     |
| Total sur la carrière | Total sur la carrière | Total sur la carrière | 296         | 15          | 62                    | 9                     | -                              | 18                             | 0                              | -                | 38        | 0         | 414   | 24    |

## Sélections internationales
Nicolas Dewalque a été appelé à 34 reprises en équipe nationale belge, disputant 33 rencontres. Sa première sélection date du 28 octobre 1967 à l'occasion d'un match des éliminatoires de l'Euro 1968 face à la France. Sa dernière apparition avec les « Diables Rouges » a lieu le 27 septembre 1975 contre l'Allemagne de l'Est dans le cadre des éliminatoires de l'Euro 1976.
Le tableau ci-dessous reprend toutes les sélections de Nicolas Dewalque. Les matches qu'il ne joue pas sont indiqués en italique. Le score de la Belgique est toujours indiqué en gras.
| Date       | Compétition                                  | Adversaire           | Lieu      | Score | Remarque |
| ---------- | -------------------------------------------- | -------------------- | --------- | ----- | -------- |
| 28/10/1967 | Éliminatoires Euro 1968 (Groupe 7)           | France               | Nantes    | 1-1   |          |
| 10/01/1968 | Match amical                                 | Israël               | Tel Aviv  | 0-2   |          |
| 6/03/1968  | Match amical                                 | Allemagne de l'Ouest | Bruxelles | 1-3   |          |
| 7/04/1968  | Match amical                                 | Pays-Bas             | Amsterdam | 1-2   |          |
| 19/06/1968 | Éliminatoires Coupe du monde 1970 (Groupe 6) | Finlande             | Helsinki  | 1-2   |          |
| 9/10/1968  | Éliminatoires Coupe du monde 1970 (Groupe 6) | Finlande             | Waregem   | 6-1   | 80e      |
| 16/10/1968 | Éliminatoires Coupe du monde 1970 (Groupe 6) | Yougoslavie          | Bruxelles | 3-0   |          |
| 11/12/1968 | Éliminatoires Coupe du monde 1970 (Groupe 6) | Espagne              | Madrid    | 1-1   |          |
| 23/02/1969 | Éliminatoires Coupe du monde 1970 (Groupe 6) | Espagne              | Liège     | 2-1   |          |
| 16/04/1969 | Match amical                                 | Mexique              | Bruxelles | 2-0   |          |
| 5/11/1969  | Match amical                                 | Mexique              | Mexico    | 1-0   |          |
| 25/02/1970 | Match amical                                 | Angleterre           | Bruxelles | 1-3   |          |
| 3/06/1970  | Coupe du monde 1970 (Groupe A)               | Salvador             | Mexico    | 3-0   |          |
| 6/06/1970  | Coupe du monde 1970 (Groupe A)               | Union soviétique     | Mexico    | 4-1   |          |
| 11/06/1970 | Coupe du monde 1970 (Groupe A)               | Mexique              | Mexico    | 1-0   |          |
| 15/11/1970 | Match amical                                 | France               | Bruxelles | 1-2   |          |
| 25/11/1970 | Éliminatoires Euro 1972 (Groupe 5)           | Danemark             | Bruxelles | 2-0   |          |
| 3/02/1971  | Éliminatoires Euro 1972 (Groupe 5)           | Écosse               | Liège     | 3-0   |          |
| 17/02/1971 | Éliminatoires Euro 1972 (Groupe 5)           | Portugal             | Bruxelles | 3-0   |          |
| 7/11/1971  | Match amical                                 | Luxembourg           | Verviers  | 1-0   |          |
| 10/11/1971 | Éliminatoires Euro 1972 (Groupe 5)           | Écosse               | Aberdeen  | 1-0   |          |
| 21/11/1971 | Éliminatoires Euro 1972 (Groupe 5)           | Portugal             | Lisbonne  | 1-1   | 38e      |
| 19/11/1972 | Éliminatoires Coupe du monde 1974 (Groupe 3) | Pays-Bas             | Anvers    | 0-0   |          |
| 18/04/1973 | Match amical                                 | Allemagne de l'Est   | Anvers    | 3-0   |          |
| 31/10/1973 | Éliminatoires Coupe du monde 1974 (Groupe 3) | Norvège              | Bruxelles | 2-0   |          |
| 18/11/1973 | Éliminatoires Coupe du monde 1974 (Groupe 3) | Pays-Bas             | Amsterdam | 0-0   |          |
| 17/04/1974 | Match amical                                 | Pologne              | Liège     | 1-1   |          |
| 1/05/1974  | Match amical                                 | Suisse               | Genève    | 0-1   |          |
| 1/06/1974  | Match amical                                 | Écosse               | Bruges    | 2-1   | 50e      |
| 7/12/1974  | Éliminatoires Euro 1976 (Groupe 7)           | Allemagne de l'Est   | Leipzig   | 0-0   | 36e      |
| 30/04/1975 | Match amical                                 | Pays-Bas             | Anvers    | 1-0   |          |
| 6/09/1975  | Éliminatoires Euro 1976 (Groupe 7)           | Islande              | Liège     | 1-0   |          |
| 27/09/1975 | Éliminatoires Euro 1976 (Groupe 7)           | Allemagne de l'Est   | Bruxelles | 1-2   |          |
| 15/11/1975 | Éliminatoires Euro 1976 (Groupe 7)           | France               | Paris     | 0-0   |          |